# Tasdorf
Tasdorf är en kommun och ort i Kreis Plön i förbundslandet Schleswig-Holstein i Tyskland.
Kommunen ingår i kommunalförbundet Amt Bokhorst-Wankendorf tillsammans med ytterligare sju kommuner.